# Gamlingay
Gamlingay – wieś w Anglii, w hrabstwie Cambridgeshire, w dystrykcie South Cambridgeshire. Leży 23 km na zachód od miasta Cambridge i 73 km na północ od Londynu. Miejscowość liczy 3535 mieszkańców.